# Kingdom of Desire
| 전문가 평가 | 전문가 평가 |
| 평가 점수   | 평가 점수   |
| 출처        | 점수        |
| ----------- | ----------- |
| Allmusic    | [ 1 ]       |

《Kingdom of Desire》는 미국의 록 밴드 토토의 여덟 번째 스튜디오 음반으로, 1992년 9월 7일에 국제적으로 발매되었다. 이 음반은 기타리스트 스티브 루카서가 단독으로 리드 보컬을 맡은 첫 번째 음반이며, 드러머 제프 포카로가 참여한 마지막 음반이고, 포카로 형제들이 모두 함께한 마지막 음반이다. 이 음반은 밥 클리어마운틴이 믹싱하였으며, 제프를 기리기 위해 그의 기억 속에 헌정되었다. 이 음반은 1993년 5월에 미국에서 발매되었다.

## 배경 및 녹음
《The Seventh One》 투어 동안, 리드 싱어 조지프 윌리엄스는 토토에서 해고되었다.  《The Seventh One》과 《Kingdom of Desire》 사이에, 밴드는 신곡 네 곡이 포함된 컴필레이션 음반 《Past to Present》를 발매했다. 신곡들을 위해 윌리엄스를 대신할 여러 보컬리스트들이 고려되었는데, 원래 보컬리스트 보비 킴볼도 포함되었다(킴볼은 《Past to Present》에 포함되지 않았지만, 그의 기여곡 〈Goin' Home〉은 결국 《Toto XX》에 발매되었다). 컬럼비아 A&R 디렉터의 제안으로, 밴드는 최종적으로 남아프리카 공화국 가수 장미셸 바이런을 오디션했다. 바이런은 제프 포카로의 지지를 받아 신곡들을 부르기 위해 밴드에 고용되었다. 스티브 루카서는 토토와 함께한 바이런의 라이브 공연을 "끔찍하다"고 묘사했다. 그 결과, 이전 윌리엄스 투어 때와 마찬가지로, 루카서는 종종 리드 보컬을 맡게 되었다. 바이런은 토토에서 해고된 네 번째 리드 보컬리스트가 되었다.
리드 싱어 없이 다시 남겨진 밴드는 다음 음반을 코어 멤버인 루카서, 제프 포카로, 데이비드 페이치, 마이크 포카로가 연주하며, 다섯 번째 음반 《Isolation》과 비슷한 보다 록 지향적인 음반으로 만들기로 결정했다. 루카서가 음반의 리드 보컬을 맡았다. 《Kingdom of Desire》는 1991년 대부분 동안 녹음되었으며, 주로 즉흥 연주 세션을 통해 작곡되었지만, 두 곡은 대니 코치마르가 작곡했는데, 〈Kick Down the Walls〉와 타이틀곡이다. 기본 트랙과 오버더빙은 캘리포니아주의 스카이워커 스튜디오에서 프로듀서 그렉 라다니와 함께 녹음되었고, 믹싱은 밥 클리어마운틴이 맡았다.
《Kingdom of Desire》 녹음 중, 토토는 유럽에서 여름 투어를 진행했으며, 그곳에서 몽트뢰 재즈 페스티벌에 참가했다. 밴드는 〈Africa〉와 〈I'll Be Over You〉 같은 클래식 곡들뿐만 아니라 《Kingdom of Desire》에 수록된 〈Kingdom of Desire〉와 〈Jake to the Bone〉도 연주했다. 이 공연은 2016년에 《Live at Montreux》라는 제목으로 CD, DVD, 블루레이로 발매되었다.

## 곡 목록
모든 곡들은 특별한 언급이 없는 한 토토에 의해 작사/작곡하였다.
| #   | 제목                        | 작사·작곡                                 | 재생 시간 |
| --- | --------------------------- | ----------------------------------------- | --------- |
| 1.  | 〈Gypsy Train〉             |                                           | 6:45      |
| 2.  | 〈Don't Chain My Heart〉    |                                           | 4:46      |
| 3.  | 〈Never Enough〉            | 토토, 피 웨이빌                           | 5:45      |
| 4.  | 〈How Many Times〉          |                                           | 5:42      |
| 5.  | 〈2 Hearts〉                |                                           | 5:13      |
| 6.  | 〈Wings of Time〉           |                                           | 7:27      |
| 7.  | 〈She Knows the Devil〉     |                                           | 5:25      |
| 8.  | 〈The Other Side〉          | 데이비드 페이치, 빌리 셔우드, 로리 카플란 | 4:41      |
| 9.  | 〈Only You〉                |                                           | 4:28      |
| 10. | 〈Kick Down the Walls〉     | 대니 코치마르, 스탠 린치                  | 4:43      |
| 11. | 〈Kingdom of Desire〉       | 코치마르                                  | 7:16      |
| 12. | 〈Jake to the Bone〉 (기악) |                                           | 7:05      |

## 인증
| 국가                                                  | 인증 | 판매량/출하량 |
| ----------------------------------------------------- | ---- | ------------- |
| 프랑스 (SNEP)                                         | 골드 | 100,000*      |
| 스웨덴 (GLF)                                          | 골드 | 50,000^       |
| *판매량을 기반으로 한 인증 ^출하량을 기반으로 한 인증 |      |               |